# Chip Taylor

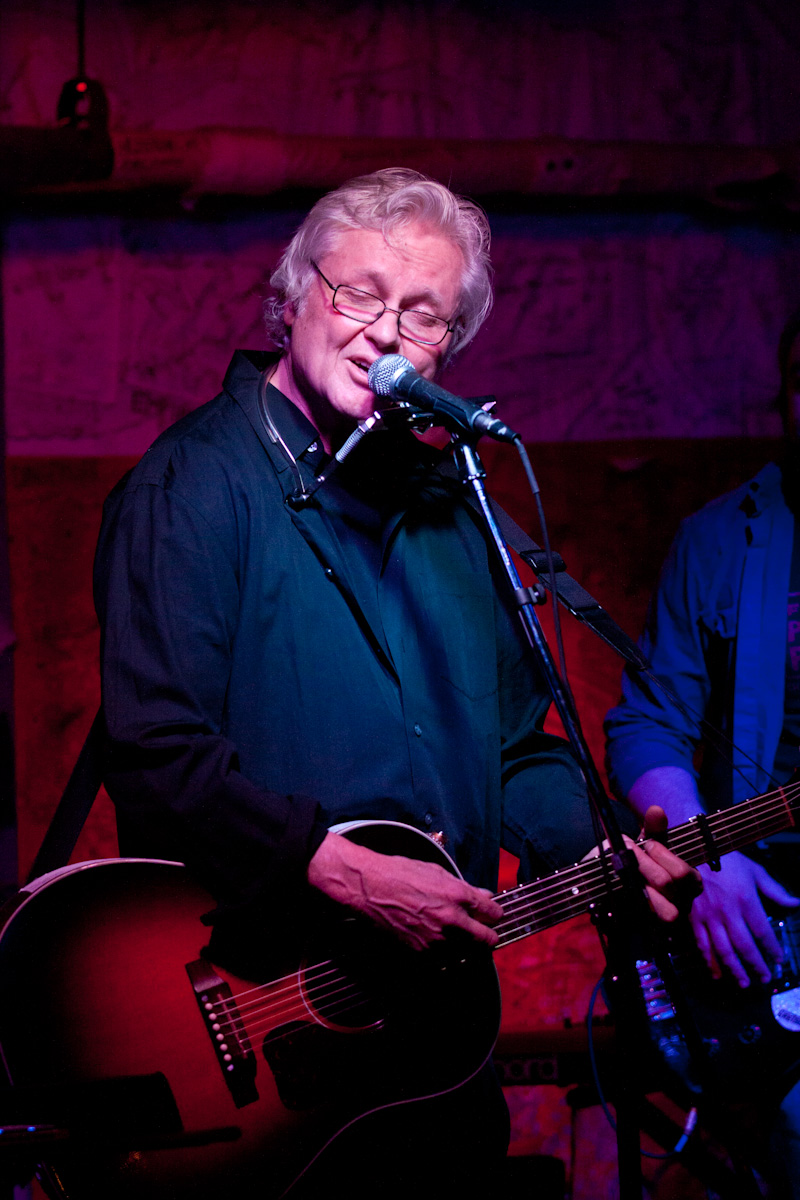
Chip Taylor

Chip Taylor, eigentlich James Wesley Voight, (* 21. März 1940 in New York City) ist ein US-amerikanischer Songwriter.

## Karriere
Taylor ist der jüngere Bruder des Schauspielers Jon Voight und damit Onkel von Angelina Jolie und James Haven. Nach einem wenig erfolgreichen Versuch, professioneller Golfspieler zu werden, startete Chip Taylor eine Karriere im Musikgeschäft. Er komponierte alleine oder mit anderen Komponisten wie Al Gorgoni, Billy Vera, Ted Daryll und Jerry Ragavoy Pop- und Rocksongs. Seine bekanntesten Kompositionen sind das von den Troggs interpretierte Stück Wild Thing, Angel of the Morning – geschrieben für Merrilee & the Turnabouts (sehr erfolgreiche Coverversionen stammen von P. P. Arnold (1968) und Juice Newton (1981)) – und Try (Just a Little Bit Harder), das Lorraine Ellison und später Janis Joplin aufnahmen. Weitere Stücke sind die Pop-Hits I Can’t Let Go von Evie Sands, Make Me Belong to You, I Can Make It With You, Step Out of Your Mind, Country Girl City Man und I’ll Hold Out My Hand sowie die Country-Hits Sweet Dream Woman und Son of a Rotten Gambler.
Ende der 1970er Jahre gab Taylor das Musikgeschäft auf und wurde professioneller Glücksspieler (Black Jack und Pferderennen). Seit 1996 veröffentlicht er wieder Alben, so das Album Hit Man, auf dem er alte Songs (u. a. Wild Thing, Angel of the Morning und Son of a Rotten Gambler – geschrieben für seinen Sohn Kristian) neu interpretierte.
Er arbeitete auch mit der Violinistin Carrie Rodriguez zusammen, mit der er mehrere Alben veröffentlichte und im Herbst 2005 auf Einladung von Bill Frisell bei der RuhrTriennale in der Reihe Century of Song auftrat.
Seine 2020 veröffentlichte Coverversion des Regina-Spektor-Songs On the Radio (Original von 2006) kommt im Soundtrack der Netflix-Serie Sex Education vor.

## Diskografie

### Alben (Auswahl)
- 1971: Gasoline
- 1974: Chip Taylor's Last Chance
- 1974: Some of Us
- 1975: This Side of the Big River
- 1975: Early Sunday Morning
- 1975: Me as I Am
- 1976: Somebody Shoot out of the Jukebox
- 1979: Saint Sebastian
- 1996: Hit Man
- 1997: The Living Room Tapes
- 1999: Seven Days in May... A Love Story
- 2000: The London Sessions Bootleg
- 2001: Black and Blue America
- 2002: Let's Leave This Town
- 2005: Red Dog Tracks
- 2006: Unglorious Hallelujah / Red, Red Rose and Other Songs
- 2008: New Songs of Freedom
- 2008: Songs from a Dutch Tour
- 2008: Live from the Ruhr Triennale October 2005 (& Carrie Rodriguez)
- 2008: Angels & Gamblers: Best of 1971-1979
- 2009: Yonkers, NY
- 2011: Rock & Roll Joe
- 2011: Golden Kids Rules
- 2012: F..k All the Perfect People
- 2013: Block Out the Sirens of This Lonely World
- 2014:  The Little Prayers Trilogy
- 2016: Little Brothers
- 2016: I'll Carry for You
- 2017: A Song I Can Live With
- 2020: In Sympathy of a Heartbreak
- 2025: The Truth And Other Things (3CD)

### Singles (Auswahl)
- 1961: If You Don't Want Me Now
- 1975: Same Ol' Story
- 1975: Big River
- 1976: Hello Atlanta (mit Ghost Train)
- 2002: Sweet Tequila Blues (& Carrie Rodriguez)
- 2004: Angel of the Morning
- 2020: On the Radio (Teil des Soundtracks der Netflix-Serie Sex Education)[1]